# Masoala (Gattung)
Masoala ist eine Pflanzengattung innerhalb der Familie der Palmengewächse (Arecaceae). Die nur zwei Arten kommen nur auf Madagaskar vor.

## Beschreibung

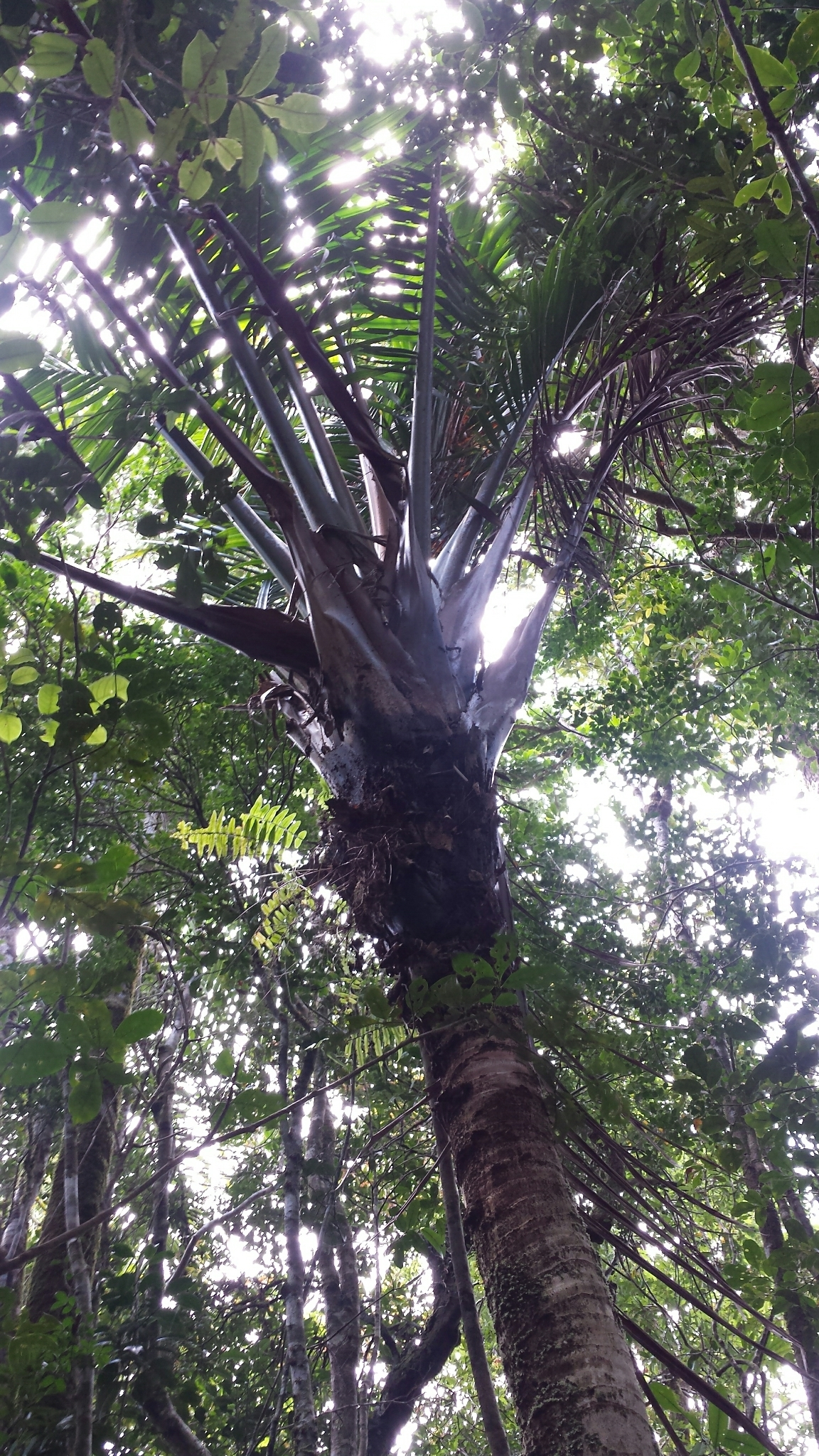
Masoala madagascariensis

### Vegetative Merkmale
Masoala-Arten sind massive, fiederblättrige,  Palmen. Masoala madagascariensis hat einen gedrungenen Stamm und Blätter mit vielen Fiederblättchen. Masoala kona hat beinahe ungeteilte, aufrechte Blätter.

### Generative Merkmale
Masoala-Arten sind einhäusig getrenntgeschlechtig (monözisch). Der große Blütenstand der Masoala-Arten besteht aus einem langen, von der Spatha bedeckten Blütenstandsstiel mit langen, wurmartigen gelblichen Seitenzweigen an seinem Ende. An diesen Seitenzweigen stehen die Blüten. Die Früchte sind rundlich und bräunlich-gelb.

## Systematik
Die Gattung Masoala wurde 1933 durch Henri Lucien Jumelle in Annales du Musée Colonial de Marseille, Serie 5, Band 1 Teil 1, Seite 8 aufgestellt. Die Gattung Masoala ist nach dem Gebiet Masoala benannt, in dem Masoala madagascariensis vorkommt. 
Die Gattung Masoala Jum. gehört zur Subtribus Dypsidinae der Tribus Areceae in der Unterfamilie Arecoideae innerhalb der Familie Arecaceae.
Es gibt nur zwei Arten:
- Masoala kona Beentje: Sie kommt nur im südlich-zentralen Madagaskar vor.
- Masoala madagascariensis Jum.: Sie kommt nur im nordöstlichen Madagaskar vor.

## Gefährdung und Nutzung
Beide Arten sind selten und gelten als gefährdet. Sie werden selten kultiviert. Sie wachsen langsam und sind frostempfindlich.

## Belege